# 坂本佐太気麻呂
坂本 佐太気麻呂（さかもと の さたけまろ）は、平安時代初期の貴族。名は佐多気麻呂とも記される。姓は朝臣。坂本川人の子とする系図がある。官位は正五位上・右京亮。

## 経歴
延暦23年（804年）桓武天皇が和泉国に行幸して大鳥郡恵美原で狩猟を行った際、佐太気麻呂は献物を行い、綿100斤を与えられる。また、まもなくこの行幸に奉仕した官人に対する叙位が行われ、佐太気麻呂は従五位上に昇叙された。延暦25年（806年）信濃介に任ぜられ地方官を務める。
嵯峨朝に入ると、弘仁5年（814年）右京亮に任ぜられ、弘仁13年（822年）正五位上に至る。

## 官歴
『日本後紀』による。
- 時期不詳：従五位下
- 延暦23年（804年） 10月5日：見散位。10月10日：従五位上
- 延暦25年（806年） 正月28日：信濃介
- 弘仁5年（814年） 7月26日：右京亮
- 時期不詳：正五位下
- 弘仁13年（822年） 正月7日：正五位上